# Secemin (gmina)
Pour les articles homonymes, voir Secemin.
La gmina de Secemin est une commune rurale de la voïvodie de Sainte-Croix et du powiat de Włoszczowa. Elle s'étend sur 164,13 km2 et comptait 5 096 habitants en 2010. Son siège est le village de Secemin qui se situe à environ 14kilomètres au sud-ouest de Włoszczowa et à 57 kilomètres à l'ouest de Kielce.

## Villages
La gmina de Secemin comprend les villages et localités de Bichniów, Brzozowa, Celiny, Czaryż, Dąbie, Daleszec, Gabrielów, Gródek, Kluczyce, Krzepice, Krzepin, Kuczków, Lipiny, Maleniec, Marchocice, Międzylesie, Miny, Nadolnik, Osiny, Papiernia, Pniaki, Psary, Psary-Kolonia, Ropocice, Secemin, Wałkonowy Dolne, Wałkonowy Górne, Wincentów, Wola Czaryska, Wola Kuczkowska, Wolica, Zakrzów, Żelisławice, Żelisławiczki et Zwlecza.

## Gminy voisines
La gmina de Secemin est voisine des gminy de Koniecpol, Radków, Szczekociny et Włoszczowa.